# Sněhotice

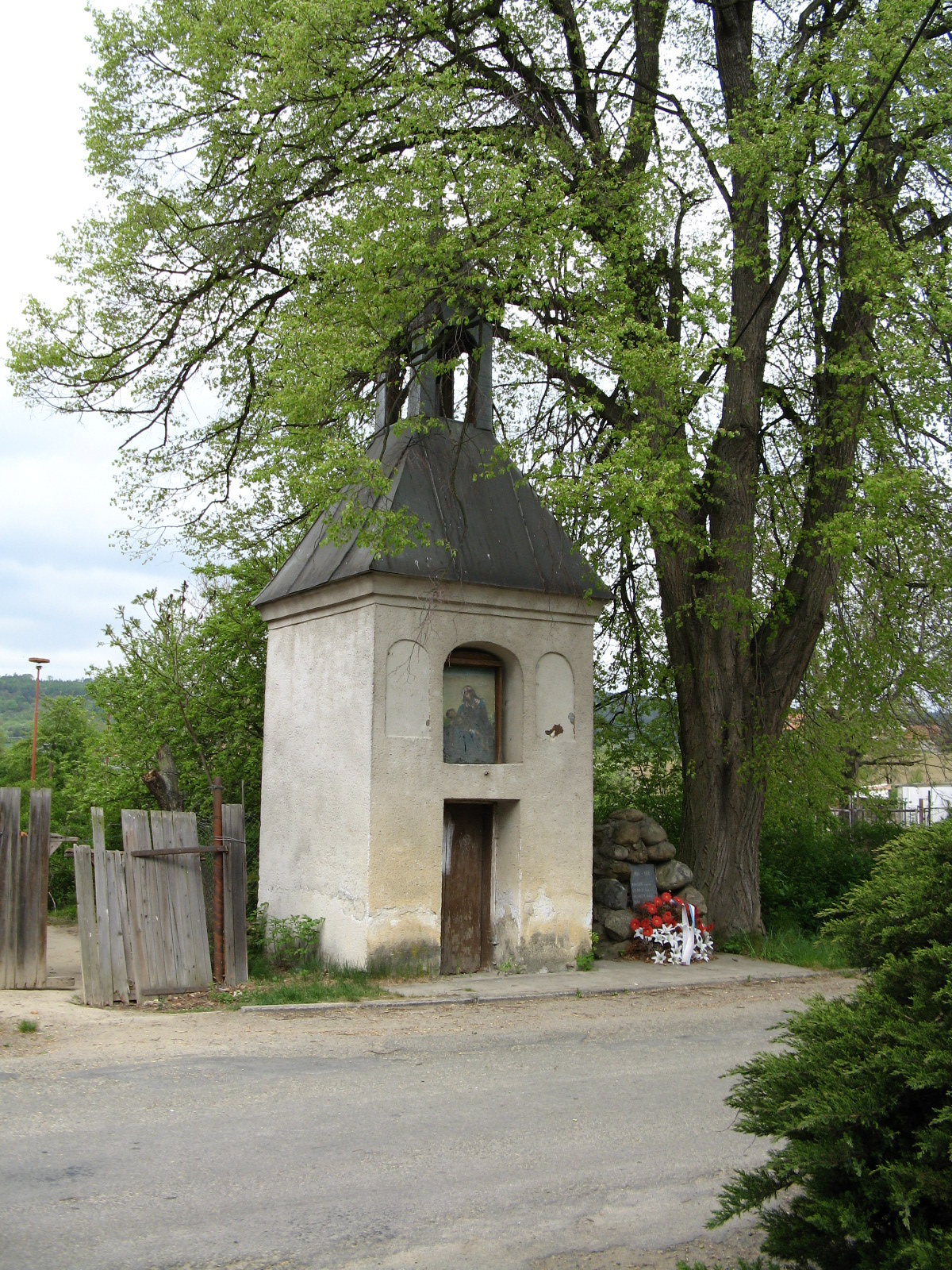
Kapelle in Sněhotice

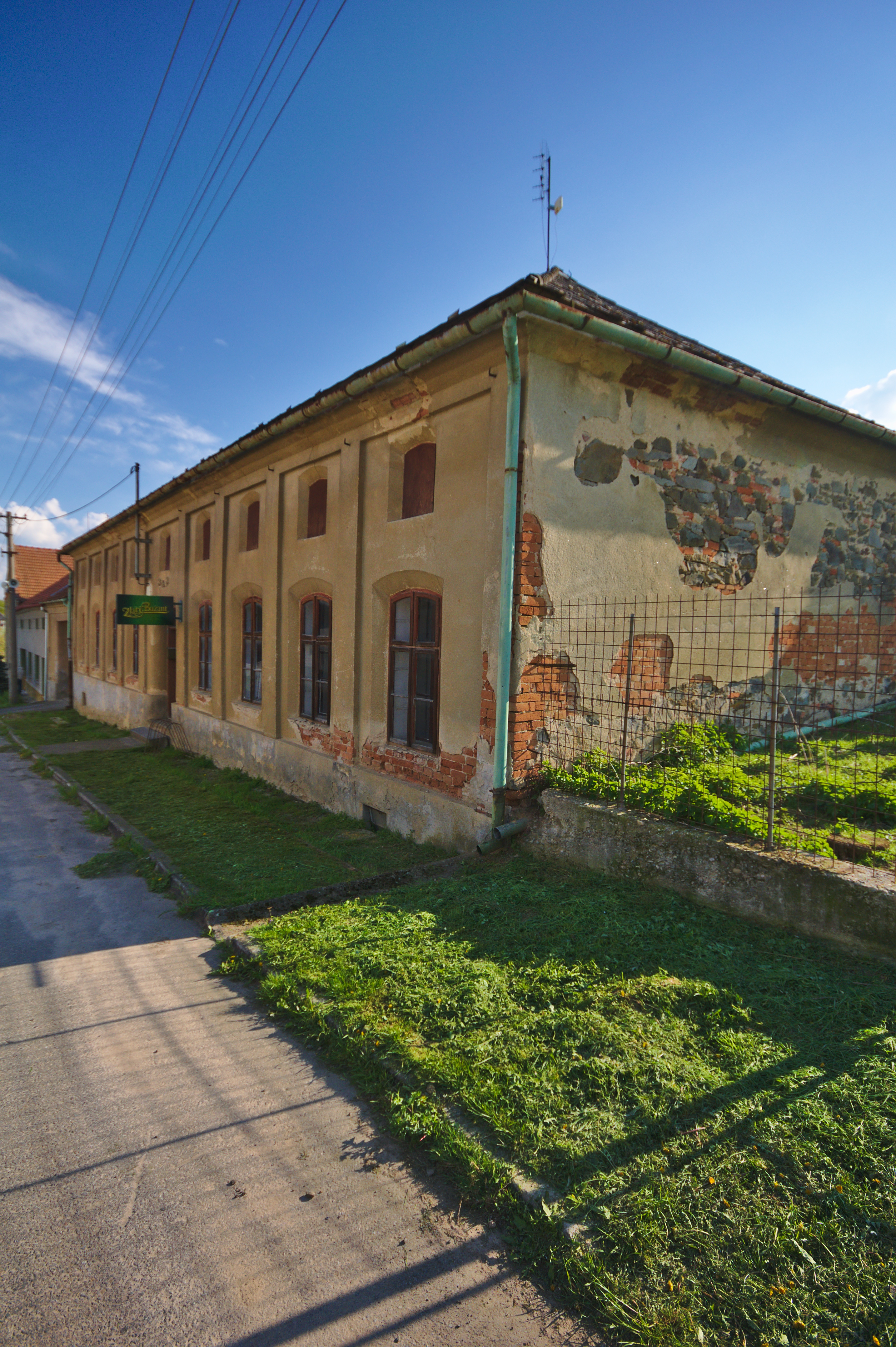
Wirtshaus

Sněhotice (deutsch Sniehotitz) ist ein Ortsteil der Minderstadt Brodek u Prostějova in Tschechien. Er liegt zwölf Kilometer südlich von Prostějov und gehört zum Okres Prostějov.

## Geographie
Das Straßendorf Sněhotice befindet sich am östlichen Fuße des Drahaner Berglandes am Rande der Hanna. Durch das Dorf fließt der Bach Sněhotický potok. Gegen Westen erstreckt sich der Truppenübungsplatz Březina. Im Südwesten erhebt sich die Vojenská (442 m. n.m.), nordwestlich der U Chaloupky (413 m. n.m.).
Nachbarorte sind Horní Otaslavice im Norden, Bažantnice und Dobrochov im Nordosten, Brodek u Prostějova im Osten, Dobromilice und Doloplazy im Südosten, Ondratice im Süden, Kotáry im Südwesten, Podivice und Familie im Westen sowie Kobylničky im Nordwesten.

## Geschichte
Sněhotice gehörte im ersten Drittel des 14. Jahrhunderts zu den Besitzungen des Buzo von Buzow. Dessen Sohn Spitata verkaufte 1334 einen Hof in Sněhotice an die Olmützer Domkirche St. Wenzel. Im Jahre 1356 wurde Ctibor von Sněhotic als Besitzer eines Freihofes erwähnt. Er vererbte den Hof an Niklas von Tykowic, der ihn 1376 einschließlich zwei Gehöften, Wiesen und Teichen an Niklas von Kelčic verkaufte. Dieser verschrieb 1381 darauf seiner Frau Margarethe Einkünfte, die sie nach Niklas Tod 1408 auf ihren zweiten Mann Peter Stupic von Červená Lhota übertrug. Der übrige Teil des Dorfes gehörte zum Gut Otaslavice; 1384 einigten sich die drei Söhne des Jimram von Otaslavice mit Niklas Morawa von Brníčko über ihre Güter Otaslavice und Brníčko, wobei ihnen ihr Onkel, der Olmützer Vojtěch von Otaslavice, seine Anteile von Otaslavice, Smržice und Sněhotice abtrat. Peter Stupic verkaufte seine Zinseinkünfte aus dem Freihof 1416 an den Besitzer der Burg Otaslavice, Jan Puška von Kunstadt und Ottaslawitz. Um 1430 nahm Elisabeth von Kumburg, geborene von Otaslavice, den Boček von Kunstadt auf ihren Besitz in Otaslavice in Gütergemeinschaft. Boček beerbte sie später und überschrieb 1437 seiner Frau Anna von Schellenberg eine Morgengabe auf Sněhotice und den Freihof. Im Jahre 1464 gehörte Sněhotice zusammen mit Ondratice zu der im Besitz des Hynek von Otaslavice befindlichen Hälfte des Gutes Otaslavice. Georg von Šarow veräußerte 1532 seinen Anteil des Gutes Otaslavice mit der wüsten Burg Otaslavice, den Zinsleuten in Otaslavice, 36 Insassen und einem Bauern in Sněhotice sowie der Oedung Lhota mit einem Hof an Zawisch von Slawikowitz. Den anderen Teil von Otaslavice, zu dem neben der wüsten Feste Otaslavice, dem Markt Brodek, den Dörfern Otaslavice und Doloplazy auch Teile von Sněhotice und Vranovice gehörten, besaß in der Mitte des 16. Jahrhunderts Bartholomäus von Wrbna. Nachfolgende Besitzer dieses Teils waren ab 1583 Jan Hrubčický von Čechtín, ab 1587 die Herren Žalkovský von Žalkovice und ab 1590 Hynek Posadovský von Posadov, der das geteilte Gut Otaslavice vereinigte und wenig später an Albrecht Sedlnitzky von Choltitz veräußerte. Sedlnitzky verkaufte das vereinigte Gut 1623 an Hieronymus Bonacina. Sněhotice gehörte danach stets zum Gut Otaslavice. Die Besitzer wechselten ab der zweiten Hälfte des 17. Jahrhunderts in rascher Folge; ab 1707 gehörte das Gut den Freiherren von Kleinburg, ab 1778 den Grafen von Schrattenbach und ab 1827 den Grafen Kálnoky von Kőröspatak. Neuer Herrschaftssitz wurde das Schloss Prödlitz. Der Meierhof Sniehotic wurde 1796 aufgehoben, auf seinen parzellierten Fluren entstand die Kolonie Familie mit elf Häuslerstellen.
Im Jahre 1834 bestand das im Olmützer Kreis, an der Grenze zum Brünner Kreis, gelegene Dorf Sniehotitz bzw. Sněhotice aus 26 Häusern mit 190 Einwohnern. Haupterwerbsquelle bildete die Landwirtschaft. Im Ort gab es ein Wirtshaus. Pfarr- und Schulort war Prödlitz. Bis zur Mitte des 19. Jahrhunderts blieb Sniehotitz der Allodialherrschaft Prödlitz untertänig.
Nach der Aufhebung der Patrimonialherrschaften bildete Sněhotice / Sniehotitz ab 1850 mit dem Ortsteil Familie eine Gemeinde im Gerichtsbezirk Proßnitz. Ab 1869 gehörte Sněhotice zum Bezirk Proßnitz; zu dieser Zeit hatte das Dorf 177 Einwohner und bestand aus 29 Häusern. Im Jahre 1900 lebten in Sněhotice 170 Personen; 1910 waren es 186. Nach dem Ersten Weltkrieg zerfiel der Vielvölkerstaat Österreich-Ungarn, die Gemeinde wurde 1918 Teil der neu gebildeten Tschechoslowakischen Republik. Beim Zensus von 1921 lebten in den 33 Häusern von Sněhotice 167 Tschechen. 1930 bestand Sněhotice aus 33 Häusern und hatte 160 Einwohner. Von 1939 bis 1945 gehörte Sněhotice / Sniehotitz zum Protektorat Böhmen und Mähren. Im Jahre 1950 hatte Sněhotice 138 Einwohner. Im Zuge der Errichtung des Truppenübungsplatzes Březina wurde 1951 ein Waldstück im westlichen Teil der Gemarkung Sněhotice abgetrennt und dem Militärgebiet zugeordnet; seit der im Jahre 2015 erfolgten Verkleinerung des Truppenübungsplatzes gehört diese Flur zusammen mit den von Otaslavice abgetrennten Gebieten als Katastralbezirk Cihelny u Podivic zur Gemeinde Podivice. Im Jahre 1961 wurden Sněhotice und Familie nach Brodek u Prostějova eingemeindet. Beim Zensus von 2001 lebten in den 43 Häusern von Sněhotice 131 Personen.

## Ortsgliederung
Zu Sněhotice gehört der Weiler Familie.
Der Ortsteil Sněhotice bildet einen Katastralbezirk.

## Sehenswürdigkeiten
- Kapelle in Sněhotice
- Kapelle in Familie
- Gedenkstein für die Gefallenen des Ersten Weltkrieges, an der Kapelle in Sněhotice
- Steinernes Kreuz, am südlichen Ortsausgang von Sněhotice
- Steinernes Kreuz, in Sněhotice am Abzweig nach Familie
- Steinernes Kreuz, an der Kapelle in Familie
- Marienstatue, an der Kapelle in Familie
- Naturdenkmal Pod Obrovou nohou, nordwestlich von Familie
- Burgstätte Obrova noha bzw. Otaslavice 2, in den Hügeln nordwestlich von Sněhotice. Die befestigte Anlage bestand von der Jungsteinzeit bis zur Slawenzeit